# Histoire de Nanterre

Les armoiries de la ville de Nanterre se blasonnent ainsi :
D'argent à deux fasces ondées d'azur.
Ces armoiries reprennent celles de Mathieu de Nanterre, prévôt des marchands de Paris de 1456 à 1460.

L'histoire de la ville de Nanterre, en l'état des connaissances, commence à l'époque néolithique. Mais la première mention de l'existence d'un lieu nommé Nanterre apparaît dans la Vie de saint Germain d'Auxerre, rédigée par Constance de Lyon vers 480. Le texte servit d'ailleurs de source à l'auteur de la Vie de sainte Geneviève, rédigée dans la première moitié du VIe siècle.
Au Moyen Âge, Nanterre n'est qu'un modeste village de quelques centaines d'habitants, progressivement, la population augmente pour atteindre 2 000 habitants au début du XIXe siècle. L'arrivée du chemin de fer et les débuts de l'industrialisation entraînent une rapide et forte croissance démographique de la commune qui ne s'est pas démentie depuis : à la fin du XIXe siècle, la population atteint 12 000 habitants. Cette poussée démographique continue tout au long du XXe siècle ; en 1936, la population de Nanterre s'élève à 46 000 habitants puis la croissance s'accélère au cours des années 1950-1960 pour atteindre 96 000 habitants en 2020.
Devenue chef-lieu du département des Hauts-de-Seine, le 1er janvier 1968, la notoriété de la ville s'accroît avec la création de facultés puis de l'université de Nanterre dans les années 1960.

## Préhistoire
La présence humaine est attestée sur le site de Nanterre dès l’époque néolithique par les découvertes fortuites d’outils de pierre. Des silex taillés furent trouvés au bord de la Seine et sur les pentes du Mont Valérien.

## Protohistoire

### Les épées de l'âge du bronze
Au XIXe siècle, une épée en bronze est retrouvée dans la Seine à Nanterre. Une seconde épée est retrouvée dans les alluvions de la Seine en 2011. Ces deux épées ont été datées sensiblement de la même époque, entre 1150 et 930 avant notre ère. Une fibule en bronze, des pointes de flèche et de la céramique de cette époque ont également été retrouvées ce qui démontre la présence de l'homme à Nanterre à l'âge du bronze.

### Nanterre, le Lutèce gaulois?

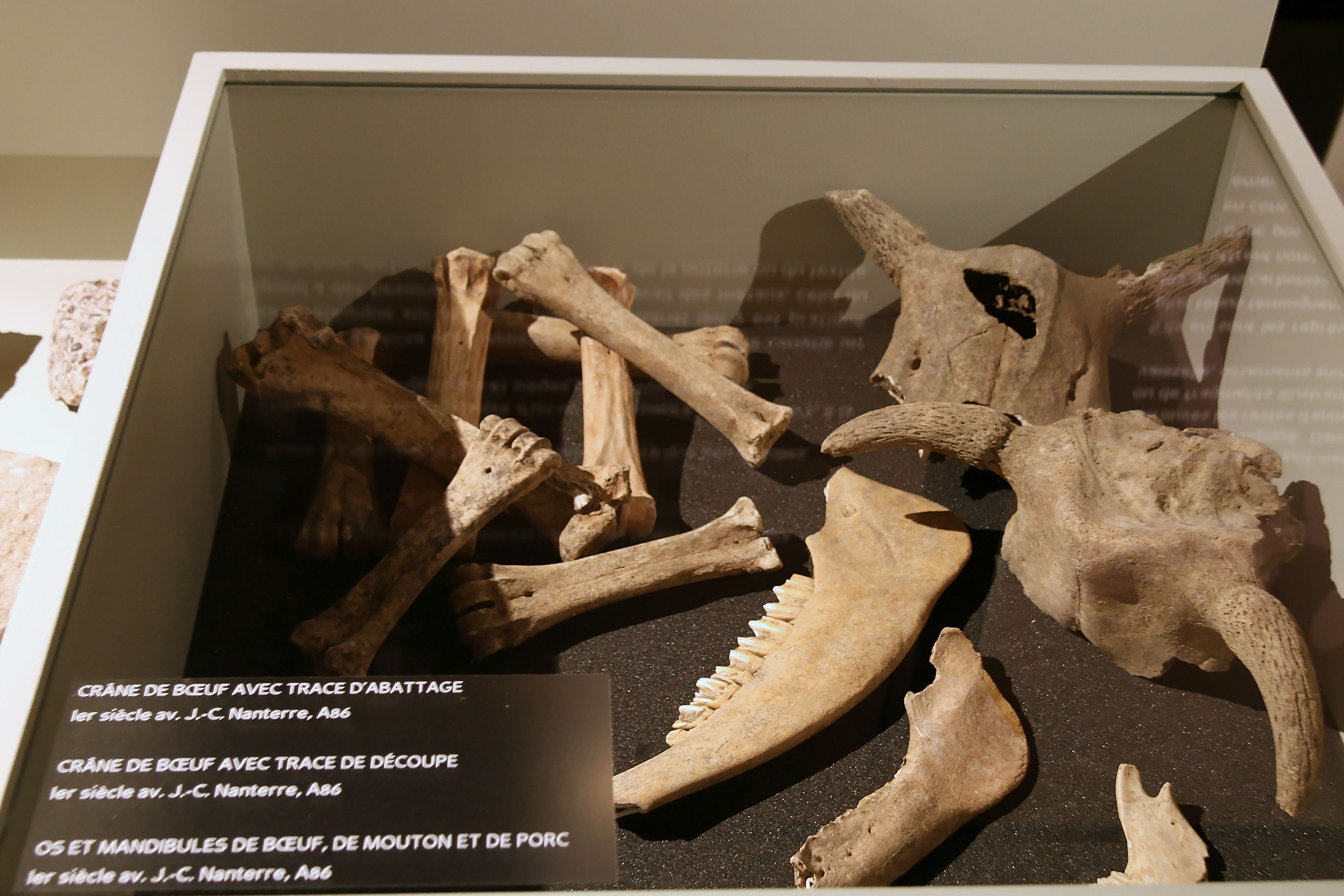
Exposition temporaire des fouilles archéologiques de Nanterre en avril 2008, découverte de cranes de bœuf avec trace d'abattage et découpe, avant notre ère.

En 1899, sont mises au jour, cinq sépultures gauloises dont une tombe à char d’un personnage de haut rang. La datation des tombes, à partir du début du IIIe siècle (entre 250 et 225 avant notre ère), indique que les individus inhumés sont les premiers Parisii qui se sont installés sur les rives de la Seine, sur le territoire de l’actuelle commune de Nanterre et révèle ce que fut le rôle du peuple parisii avant l'arrivée des légions romaines de César et l'invasion de la Gaule.
L’aménagement des berges de la Seine évoque pour sa part un port fluvial, affirmant Nanterre dans son statut de centre de commerce et d’échanges.
De 2003 à 2013, des fouilles archéologiques préventives liées aux travaux de l'autoroute A 86 menées par Antide Viand à Nanterre ont révélé l'existence d'un oppidum du IIe siècle avant notre ère et mis au jour, à la fin 2003, une nécropole de la première moitié du IIIe siècle avant notre ère, ainsi que des quartiers d'habitat et d'artisanat plus récents, au nord-ouest de Nanterre, en bordure de la Seine. La surface, estimée de vingt à vingt-cinq hectares au minimum pour la partie urbanisée, évoque les grands sites urbains du Ier siècle avant notre ère.
Sous réserve de découvertes archéologiques futures, cette ville, qui comportait un atelier monétaire, était possiblement l'agglomération principale du peuple parisii qui vivait alors en Île-de-France. Elle aurait pu se déplacer ensuite à la faveur de l'occupation romaine vers le site parisien de Lutèce, tout comme Bibracte fut déplacée à Autun.
César décrit Lutèce comme une ville « située dans une île de la Seine », et sa description ne semble pas correspondre au site actuel de Nanterre. Mais l'étonnant est qu'il n'en parle pas, vu l'importance de la ville, et le peu de vestiges gaulois retrouvés à Lutèce, ce qui pourrait laisser penser que l'oppidum des Parisii et l'agglomération nanterrienne ne sont qu'un seul et même lieu. Les cours d'eau changent, et soit l'actuelle boucle de Gennevilliers aurait pu être il y a deux mille ans une grande île, soit cette île se trouvait à hauteur de Nanterre (toute la zone du port jusqu'à Rueil 2000, y compris l'A 86 et la voie du RER, sont inondables, ne dépassant pas les trente mètres d'altitude).

## Antiquité, Nanterre agglomération gallo-romaine

### Unvicusgallo-romain

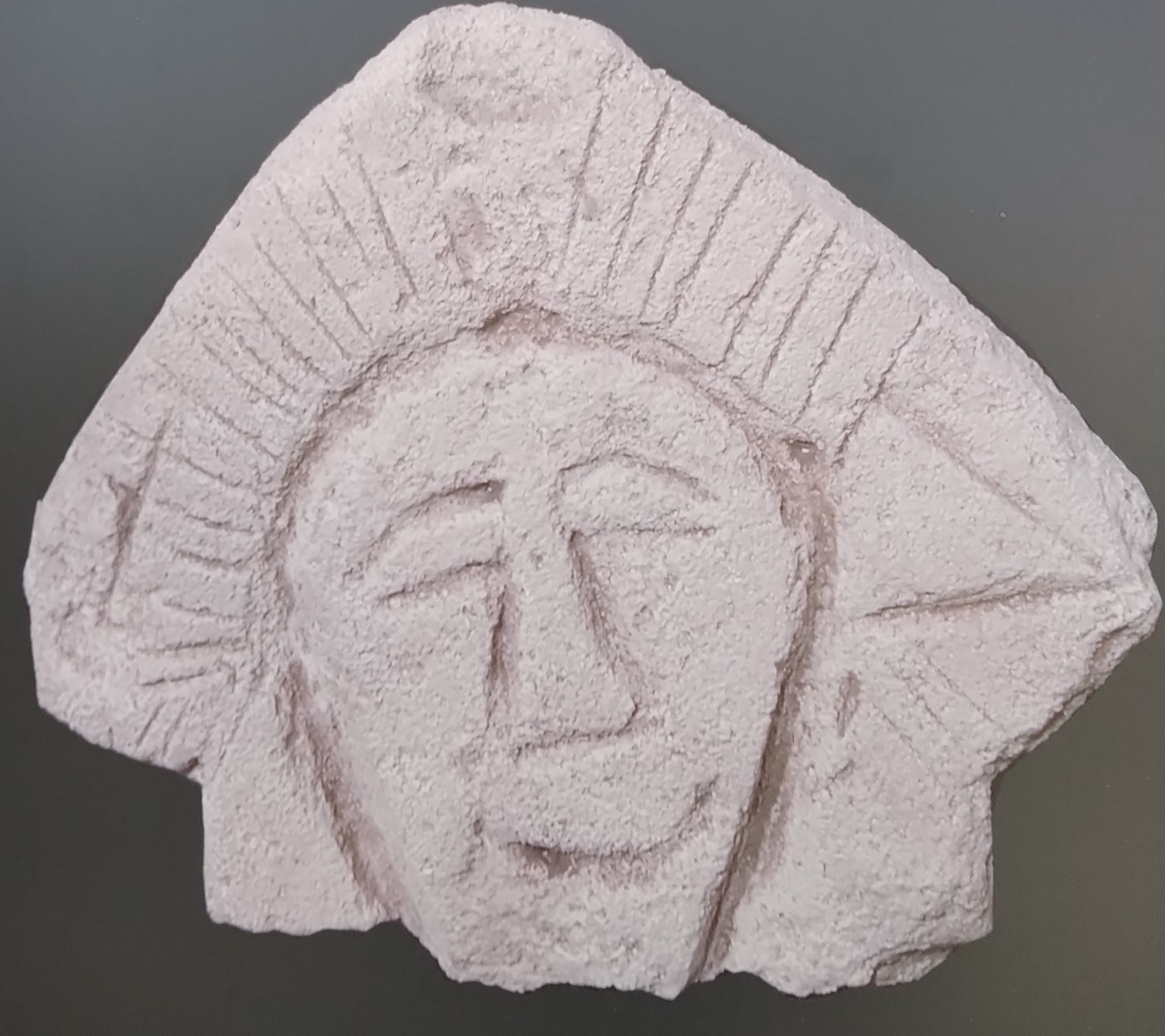
Sculpture gallo-romaine du Bas-Empire, mise au jour en 2017.

Une agglomération gauloise en bordure de Seine est abandonnée à l’aube du règne d’Auguste, dans les années trente avant notre ère. Le vicus (agglomération secondaire) gallo-romain de Nanterre est déplacée vers le sud-est, plus à l'intérieur des terres. L’espace semble avoir été divisé en quartiers spécialisés, reliés par un système orthogonal de voirie. Quartiers d’artisans voisinent avec les zones résidentielles, au sein desquelles sont parfois établis des lieux de rassemblement. Des traces de consommation d'animaux ont été découvertes.
En 2017, au cours de fouilles archéologiques préventives, une nécropole antique du Bas-Empire romain (entre les IIIe et Ve siècles) a été mise au jour composée de soixante-quinze fosses, dont une vingtaine de sépultures, où étaient ensevelis les corps d'enfants et d'adolescents. Cette nécropole longeait la bordure d'un chemin antique dont la rue Sadi-Carnot reprend aujourd'hui le tracé. Trois sarcophages directement avaient été taillés dans un monolithe de calcaire, extrait vraisemblablement des roches qui bordaient la côte des Amandiers, sur les flancs du Mont-Valérien.

### La ville natale de sainte Geneviève
La Vie de sainte Geneviève, document écrit au début du VIe siècle, mentionne la naissance de Geneviève de Paris à Nanterre vers 423 et lui attribue la guérison miraculeuse de la cécité de sa mère avec l’eau du puits situé près de sa maison. Après la mort de sainte Geneviève, Le roi des Francs, Clovis et la reine Clotilde créèrent l’Abbaye Sainte-Geneviève de Paris qu’ils dotèrent de vastes possessions. Nanterre faisait partie des villages dont cette abbaye devint le seigneur.
De nombreux sarcophages mérovingiens, mis au jour lors des fouilles archéologiques effectuées sous le parvis de la cathédrale en 1973 ainsi qu'en 2007, attestent l’importance de Nanterre pendant cette période.

## Moyen Âge, Nanterre fief de l'abbaye Sainte-Geneviève de Paris
En 591, Clotaire II est baptisé à Nanterre à l'âge de sept ans.
Une église est construite à Nanterre de l'époque de sainte Geneviève, elle est rebâtie à plusieurs reprises. Probablement déjà dédiée à saint Maurice, elle est à cette époque le seul lieu de culte de la presqu’île de Gennevilliers. La chapelle Sainte-Geneviève est construite vers le XIe siècle et n'est plus modifiée à partir du XIIe siècle. La tradition dit qu'elle a été bâtie sur la maison de Sévère et Géronce, les parents de la sainte, et autour du puits miraculeux, dont l'eau aurait guéri la mère de Geneviève de sa cécité.
L'abbaye Sainte-Geneviève de Paris, seigneur de Nanterre, perçoit les droits afférents à sa charge temporelle, et exerce ses droits de haute et basse justice. Elle assure également sa charge spirituelle, le prieur de la communauté de chanoines réguliers étant aussi curé de Nanterre.
En 1247, le roi Louis IX signe la charte d'affranchissement des serfs de Nanterre, mais l'abbaye conserve tous ses droits de seigneurie, justice, censive, coutumes, taille et corvées.
Les chroniques mentionnent les affres de la guerre de Cent Ans : en 1346, le Prince Noir, fils du roi d'Angleterre, attaque Saint-Germain et les environs, pille Rueil, Nanterre, brûle Chatou, Croissy etc. Pendant la Guerre civile entre Armagnacs et Bourguignons, les Armagnacs, partisans du roi de France brûlent Nanterre et pendent une partie des habitants. En 1419, les Anglais prennent Meulan, Poissy, Saint-Germain. Les villages et les seigneuries des environs sont de nouveau pillés et ravagés. En 1438, le château de Saint-Germain et le territoire environnant tombent  une nouvelle fois entre les mains des Anglais. Carbonnet, prieur de Nanterre leur avait ouvert les portes de la forteresse. Nanterre est incendiée en grande partie, seul le clocher de l'église subsiste.

## Époque moderne, du séminaire au collège royal de Nanterre
Au XVIe siècle, les guerres de Religion apportent leur lot de misère et de violences.
En 1625, Nanterre reçoit la visite de Henriette-Marie de France, reine d'Angleterre, fille de Henri IV et sœur de Louis XIII qui vient à Nanterre, en 1630, y remercier sainte Geneviève de l'avoir guéri d'une affection intestinale qui l'avait conduit aux portes de la mort à Lyon.

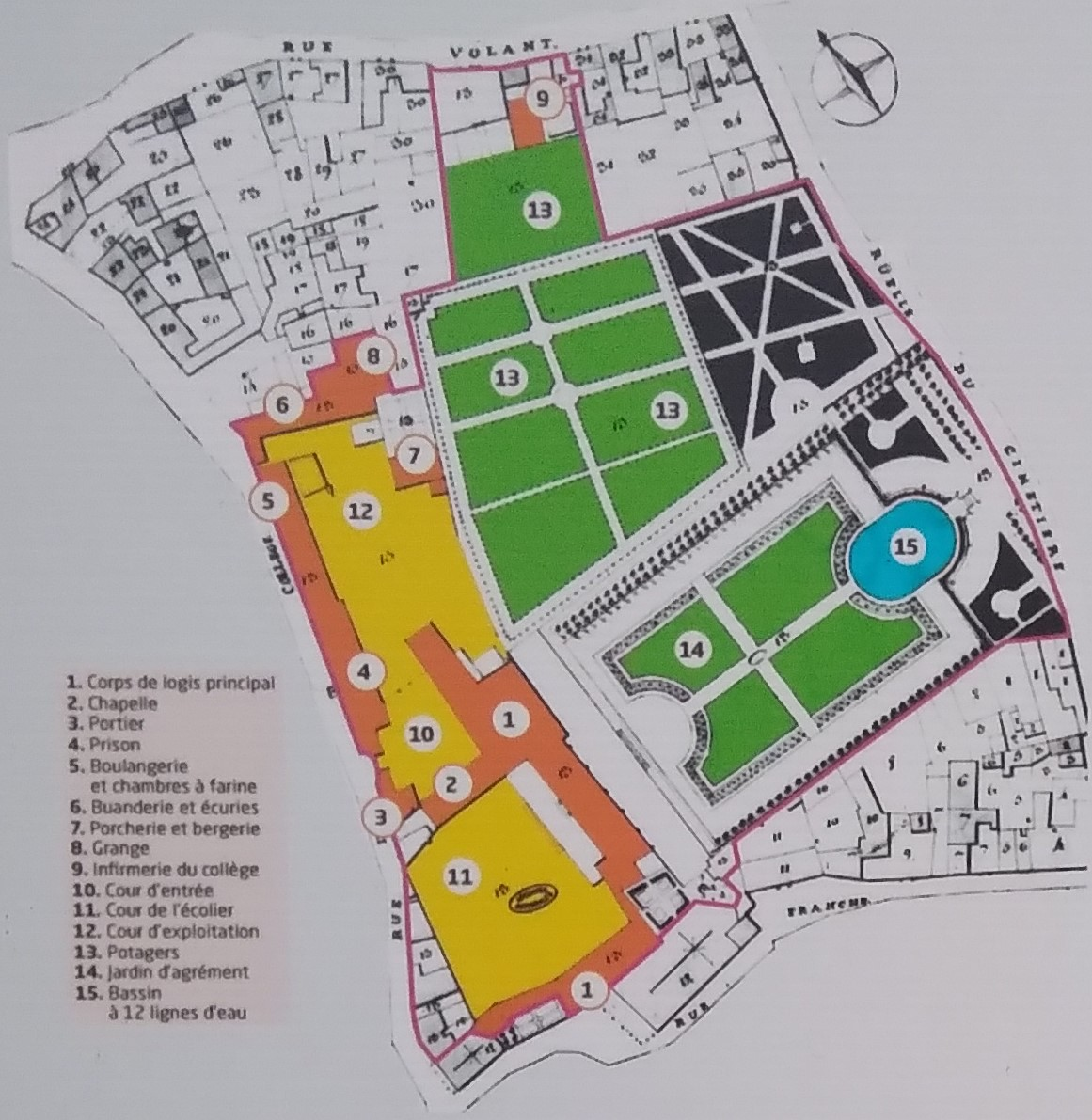
Le collège royal de Nanterre.

En 1634, le père Beurrier, abbé nommé par l’abbaye Sainte-Geneviève de Paris pour reprendre en main les affaires spirituelles et temporelles de la paroisse, est chargé de créer une communauté religieuse et d’établir « un noviciat et séminaire pour l’instruction de ceux qui désireraient entrer dans la congrégation. »
En 1637, le pape Urbain VIII accorda l’autorisation de fonder le séminaire. L'établissement, qui devient, par la suite, le collège royal de Nanterre, ouvre ses portes dans l’actuel parc des Anciennes-Mairies, près de la rue Maurice-Thorez.
Anne d'Autriche en 1636 vient y supplier la sainte pour avoir un fils. Elle est exaucée en 1638, par la naissance du futur Louis XIV. Le 16 mars 1642, la reine Anne d’Autriche, qui séjournait à Saint-Germain-en-Laye vient en personne poser la première pierre du séminaire de Nanterre, futur Collège royal.
Le 6 janvier 1649, pendant la Fronde, la reine Anne d'Autriche, le jeune roi Louis XIV et son frère Philippe doivent fuir Paris en pleine nuit pour se réfugier à Saint-Germain-en-Laye, « en passant par dessus les fossez de Nanterre sans entrer dedans ». L'arrivée de soldats entraîne heurts et pillage à Nanterre dont les habitants souffraient déjà du froid, des inondations et de la misère. Pendant cette période, le père Beurrier se distingue par son zèle au service de la population.
Florissant au XVIIe siècle, le séminaire devient moins attractif au XVIIIe siècle. En 1766, il abandonne l’enseignement des humanités et devient un collège royal où l’on prépare les élèves aux écoles d’artillerie et à l’École royale du génie de Mézières (ancêtre de l’École polytechnique), puis l’établissement ferme en 1772. En février 1789, Joseph Hazard, ancien professeur du génie devenu chanoine, obtient du roi Louis XVI l'autorisation de fonder une nouvelle maison d’éducation militaire, à Nanterre, dans les bâtiments de l'ancien collège. Pendant la Révolution, un club révolutionnaire, « Les Amis de la Constitution », s'y réunit. En 1794, l'établissement est fermé et le bâtiment, déclaré bien national, est mis en vente. L’acquéreur le démolit pour en vendre les pierres.
Un plan daté de 1688 montre le bourg fortifié de Nanterre ; les remparts étaient percés de cinq portes : la porte de Saint-Germain, la porte de Rueil, la porte de Paris, la porte de Saint-Denis et la porte aux Vaches.
La place de la Boule est aménagée au début du XVIIIe siècle ; elle figure sur un plan de 1733. Sur cette place se trouvait un relais de poste qui permettait aux attelages de changer de chevaux, Nanterre étant située sur la route Caen-Paris. C’était également une auberge à l’enseigne de la « Boule royale », d’où viendrait le nom de la place.
Des ermites habitaient le mont Valérien, depuis le Bas Moyen Âge. Au XVIe siècle, une communauté d'ermites érige deux chapelles et s'adonnent à la culture de la vigne. Au XVIIe siècle une congrégation de prêtres, les prêtres du Calvaire édifient trois croix au sommet du mont. C'est le début du pèlerinage très prisé jusqu'à la Révolution française.
À la fin de l'Ancien Régime, nobles et bourgeois s'établissent à Nanterre. Le terroir agricole était composé de sols plutôt ingrats, le fermier général, La Reynière possédant les meilleures terres. La plaine de Nanterre était habité par toute espèce de gibier et il existait des réserves à gibier pour les chasses royales, occasionnant des voies de fait fréquents des gardes-chasses envers les cultivateurs. On exploitait également des carrières souterraines de pierre à bâtir.

## Époque contemporaine

### Révolution française

#### 1789 à Nanterre
En 1789, la population de Nanterre était composée majoritairement de laboureurs, vignerons, artisans, boutiquiers, marchands de viande, éleveurs... d'une trentaine de bourgeois et de nobles, des membres de deux communautés religieuses et de gardes suisses. Le terroir était composé de terres cultivées (un tiers de céréales, un tiers de vignes, un tiers de légumes : fèves, lentilles, petit pois, asperges...), de prairies, de landes, de friches, réserve royale de chasse. Il existait également des carrières de pierres. Le seigneur était l'abbé de Sainte-Geneviève de Paris, trois chanoines occupaient le prieuré, l'un d'entre eux était curé de la paroisse de Nanterre qui dépendait également de la capitainerie des chasses royales de Saint-Germain.
Le 13 avril 1789, les Nanterriens rédigent leurs cahiers de doléances. Ils demandent la suppression des réserves à gibiers, des impôts considérés comme injustes, des corvées et des droits abusifs des moines génovéfains. Ils demandent l'égalité de tous devant l'impôt, la destruction des lapins qui nuisaient aux cultures, la suppression de la milice, de la mendicité, des péages et l'unification des poids et mesures. La nuit 4 août 1789, l'Assemblée nationale abolit les privilèges ; le 29 août, c'est la justice seigneuriale qui est abolie.

#### Les Nanterriens subissent la Révolution

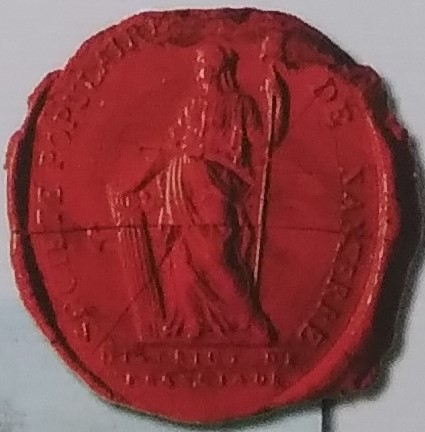
Sceau de la Société populaire de Nanterre.

De 1790 à 1795, Nanterre est un chef-lieu de canton du district de Franciade (Saint-Denis). Le 7 février 1790 est élue la première municipalité, au suffrage censitaire : le maire est Jérôme Barot. Pendant la période Nanterre n'affiche pas un grand zèle révolutionnaire. Le 2 janvier 1791, est créé, à Nanterre, le club des Amis de la Constitution qui s'affilie au Club des Jacobins.
Du 25 juillet au 2 août 1792, la France étant en guerre contre la Prusse et l'Autriche, dix-huit Nanterriens, parmi les plus pauvres, s'enrolent dans l'Armée pour défendre la patrie en danger ; le 3 septembre, ils étaient cent. Après la victoire de Jemmapes, le 6 novembre 1792, les volontaires nanterriens veulent rentrer au pays pour passer leurs quartiers d'hiver mais devant le refus de leurs supérieurs, vingt-cinq d'entre eux se mutinent mais doivent rentrer dans le rang.
L'église devient « temple de la Raison », la Société populaire y tient ses réunions. Le collège royal devient école militaire. Les biens des chanoines génovéfains et des prêtres du Calvaire sont vendus comme biens nationaux.
La levée en masse de volontaires du 23 août 1793, ne rencontre pas le même succès que celle de l'année précédente, sept volontaires nanterriens seulement s'enrôlent sur les vingt-sept à fournir par la commune. La réquisition des cloches de l'église suscite la réprobation de la population. Le premier recensement général de la population en France se déroule du 22 septembre  1793 au 21 septembre 1794. Nanterre avait alors une population de 1 991 individus qui vivaient regroupés dans le bourg, exception faite de ceux habitant le Mont Valérien.
Le Calvaire du Mont Valérien devient le refuge de pieux laïcs, des membres du clergé réfractaire, des religieuses dispersées et des contre-révolutionnaires, dépossédés par la Révolution française. Ils bénéficient de la mansuétude du maire Gillet, mais pas du président du comité de surveillance de la commune, Ravoise, qui, le 9 mai 1794, dénonce l'ancien fermier général Charles-Adrien Prévost d'Arlincourt (76 ans), au Comité de sûreté générale, puis l'arrête. D'Arlincourt est guillotiné le 14 mai.
Peu investis dans la Révolution, les Nanterriens accueillent avec soulagement le 9 thermidor. François Hanriot, né le 3 décembre 1759, natif de Nanterre, devenu général, commandant de la Garde nationale de Paris, est guillotiné le 10 thermidor (28 juillet 1794) avec Robespierre et Saint-Just.

### XIXesiècle, chemin de fer et révolution industrielle à Nanterre
En 1815, il y a à Nanterre un engagement entre les troupes anglo-prussiennes et les Français qui ont l'avantage. Un bataillon prussien entier y est haché. Le lendemain, les Français s'étant retirés sur Paris, les Anglais prennent le bourg.

#### Arrivée du chemin de fer à Nanterre

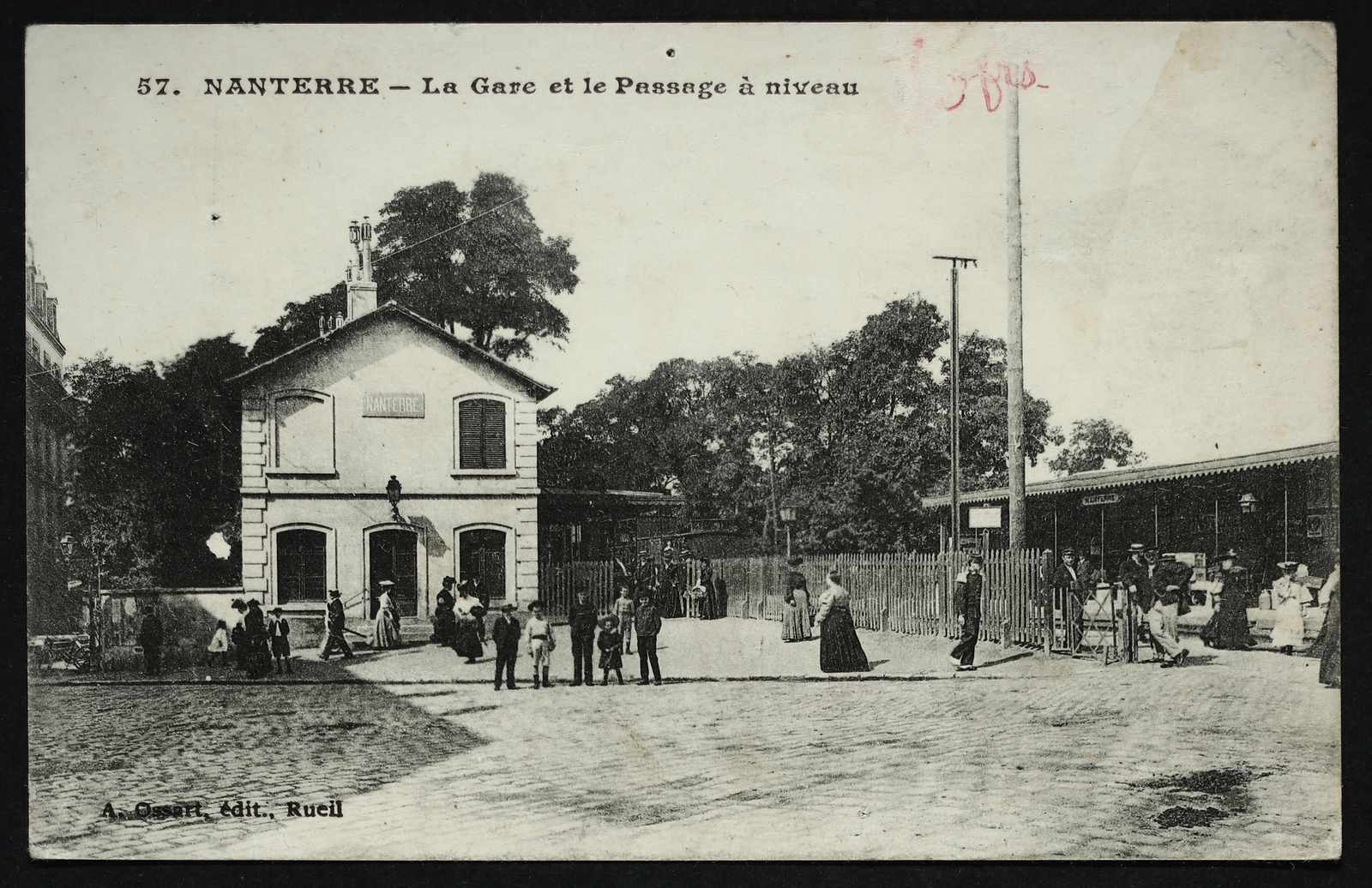
La gare de Nanterre-Ville vers 1900.

La Ligne de Paris-Saint-Lazare à Saint-Germain-en-Laye, première ligne de chemin de fer partant de Paris ouverte aux voyageurs, est inaugurée le 24 août 1837. La mise à niveau de la voie qui coupe le territoire en deux, nécessite le creusement d’une tranchée, l’édification d’un talus et la construction de ponts. D'abord limitée au tronçon Paris-Saint-Lazare - Le Pecq, la ligne est par la suite, prolongé jusqu'à Saint-Germain-en-Laye. Le 1er octobre 1972, le tronçon Nanterre-Université - Saint-Germain-en-Laye est cédé par la SNCF à la RATP pour être incorporé à la ligne A du RER.
De 1843 à 1847 est construite la Ligne de Paris-Saint-Lazare au Havre qui passe sur le territoire de la commune de Nanterre et franchit la Seine par le Pont ferroviaire des Anglais entre Bezons et Nanterre.
Un quartier se développe près de la gare ; des Parisiens aisés se font construire des maisons de campagne, puis des employés et des ouvriers de condition plus modeste s’installent progressivement dans le quartier du Chemin-de-l’Île.
En 1890, une ligne de tramways partant de la place de l'Étoile à Paris et dessert Neuilly, Courbevoie, Nanterre, Rueil, La Malmaison, Bougival, Saint-Germain-en-Laye. Cette ligne cesse de fonctionner en 1935.

#### Guerre de 1870 et Commune de Paris, Nanterre impactée

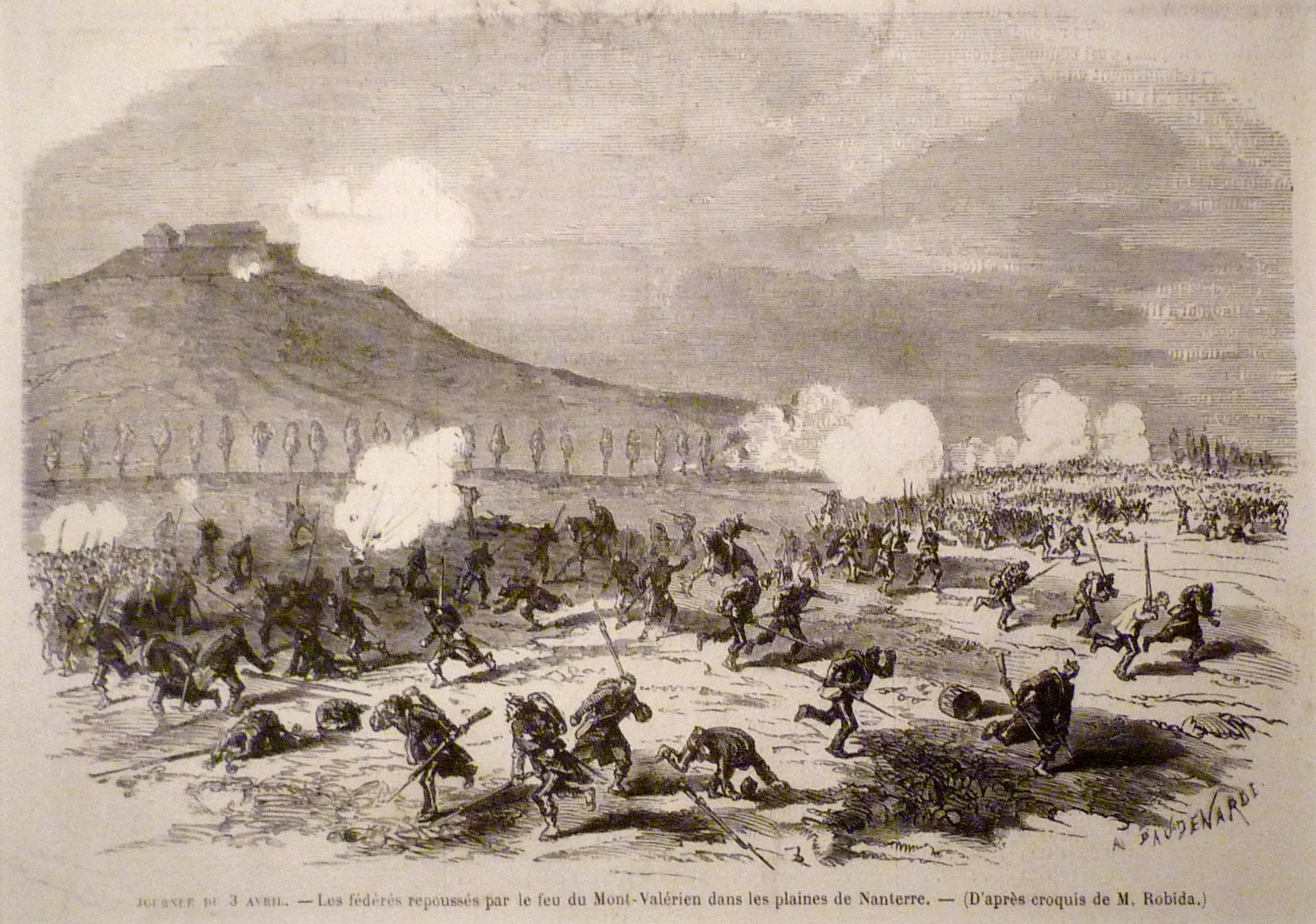
Combat à Nanterre pendant le Commune de Paris

Pendant la guerre de 1870, la ville étant bombardée par les Prussiens, les Nanterriens se réfugient à Paris, dans le quartier Saint-Sulpice. Les canons de la forteresse du Mont Valérien, édifiée en 1841, contient l’ennemi au-delà de la Seine. Nanterre est gravement endommagé par les échanges de tirs, puis par l’occupation et les réquisitions des Prussiens. Lors du siège de Paris, le pont ferroviaire des Anglais est l'enjeu de plusieurs échauffourées en particulier les 6 octobre et 22 novembre 1870. Le 18 décembre, l'Armée de Paris livre un combat aux avant-postes du lieu-dit La Folie à Nanterre,. Le 3 janvier 1871 se déroule un autre combat au même lieu opposant Français et Prussiens.
Une statue en bronze de Louis-Ernest Barrias est érigée, en 1883, sur le rond-point de Courbevoie, intitulée La Défense de Paris ; elle honore la mémoire des soldats ayant défendu la ville de Paris durant la guerre franco-allemande de 1870. C'est cette statue qui donne son nouveau nom au lieu : La Défense.
Pendant la Commune de Paris (18 mars-28 mai 1871), les Fédérés sont repoussés dans la plaine de Nanterre par des tirs d'artillerie du Mont-Valérien. Cet épisode est immortalisé par une gravure d'après Albert Robida pour Le Monde illustré, du 8 mai 1871.

#### Développement de l'industrie à Nanterre
Les premières industries étaient liées à l’élevage puis une fonderie d’aluminium s’établit au Moulin-Noir. C'est à la fin du XIXe siècle que l’industrie commence véritablement à se développer. Les industriels trouvent à Nanterre de vastes terrains, bon marché, éloignés de l’agglomération, principalement le long de la Seine où ils aménagent des quais de déchargement. Une fabrique de bâches, la papeterie du « Petit Parisien », les usines du Docteur Pierre (dentifrices et alcools de menthe), la biscuiterie Heudebert s'installent à Nanterre. De 1880 à 1938 on exploite des carrières souterraines (les Carrières de La Folie) de pierre calcaire destinée à la construction de bâtiments.
En outre, on construit un établissement destiné - entre autres - à l'accueil des indigents, vieillards et mendiants la « Maison de Nanterre ».

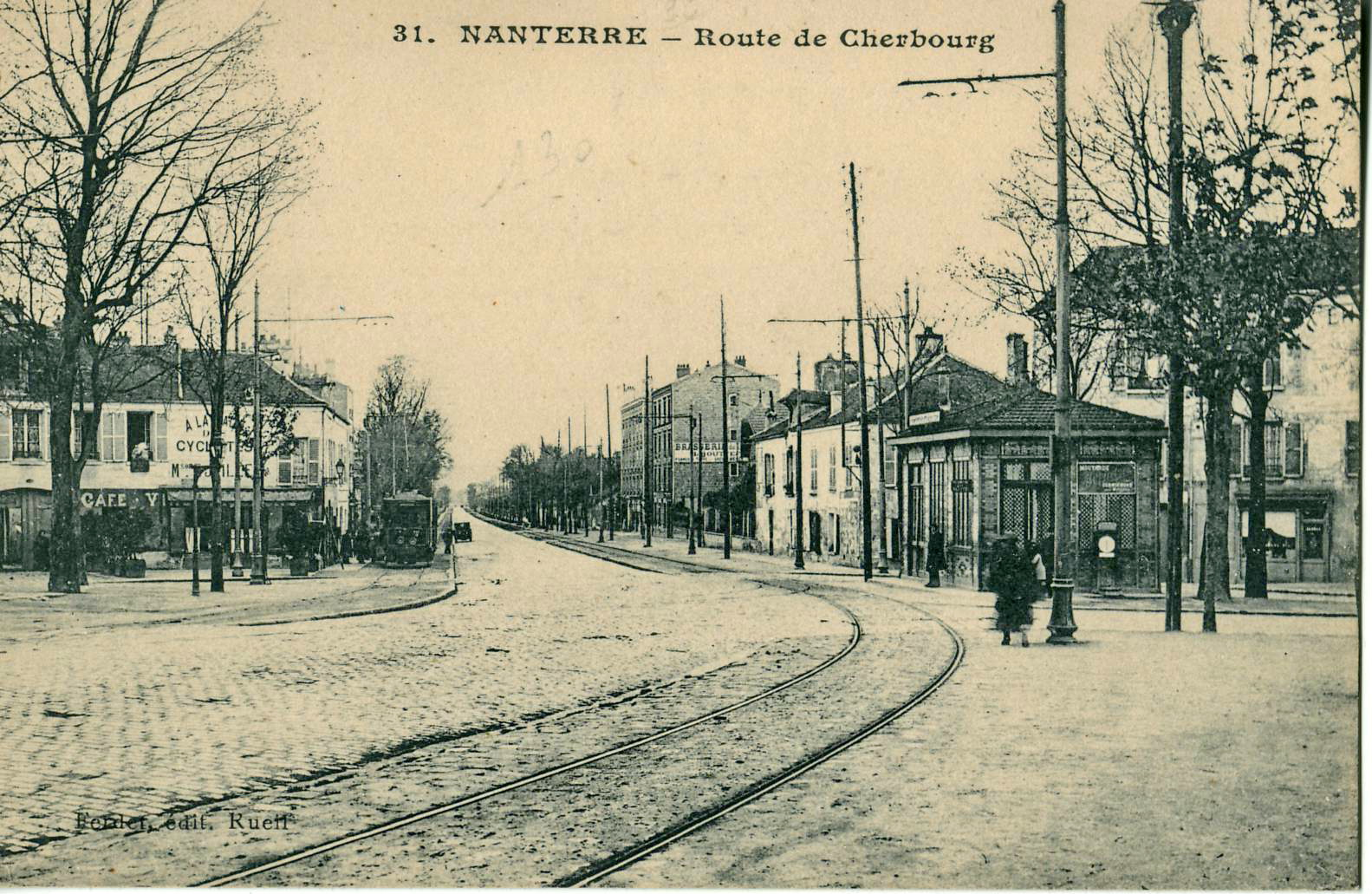
La RN 13 dans les premières années du XXe siècle. Les rails sont ceux du tramway Paris - Saint-Germain qui circula de 1890 à 1935.
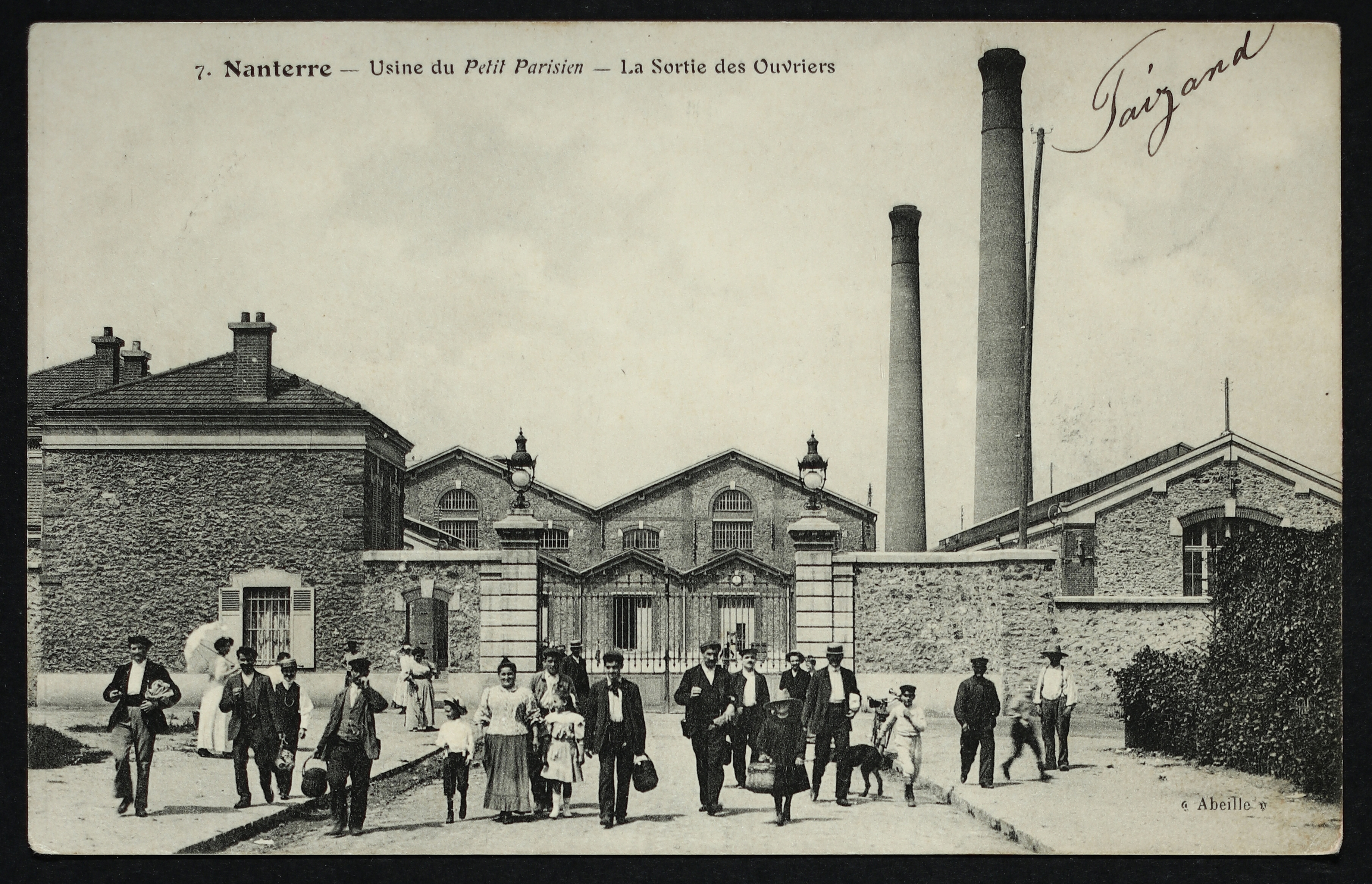
Sortie des ouvriers de la Papeterie de la Seine.
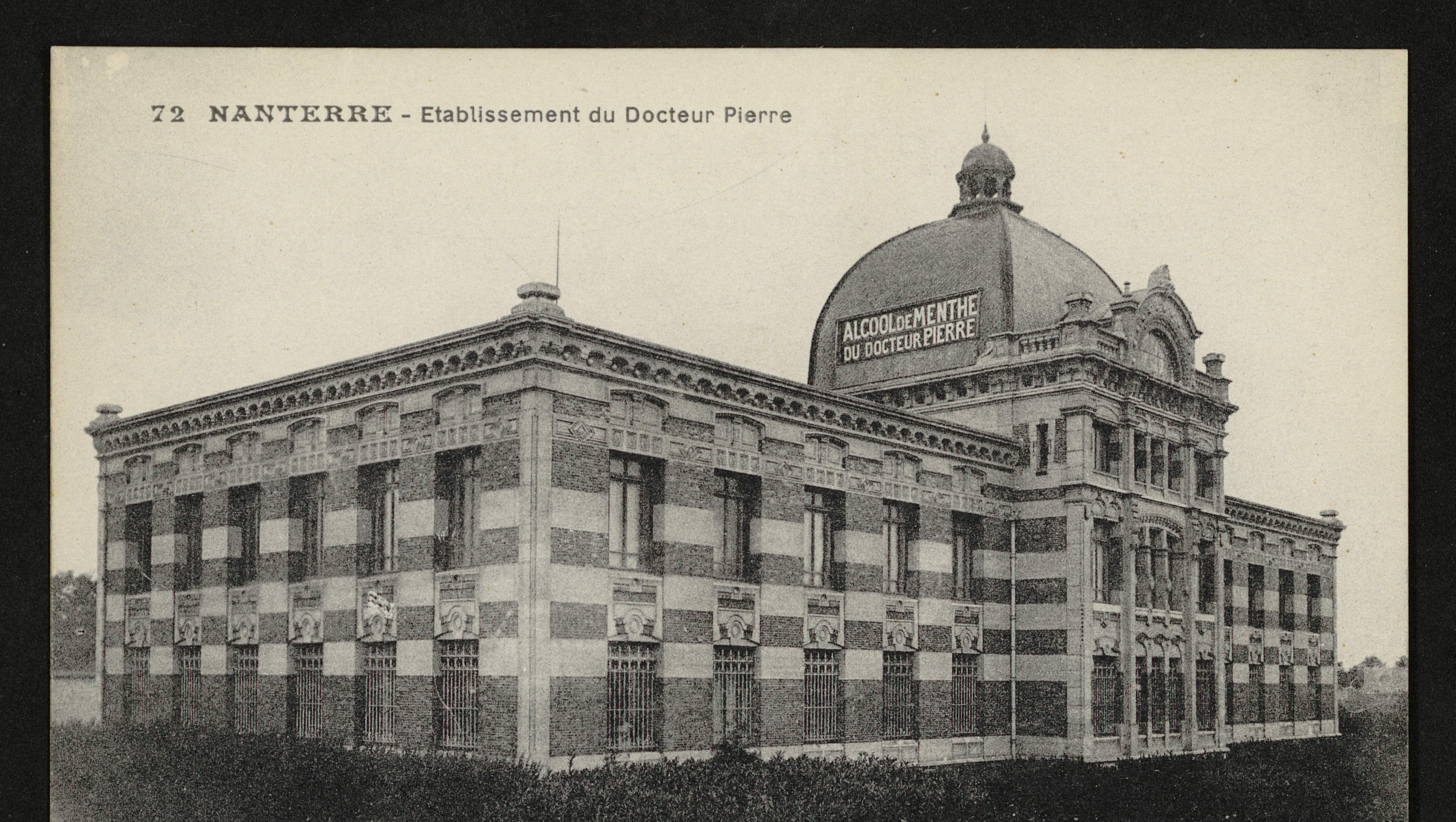
L'usine pharmaceutique du Docteur Pierre construite en 1900.
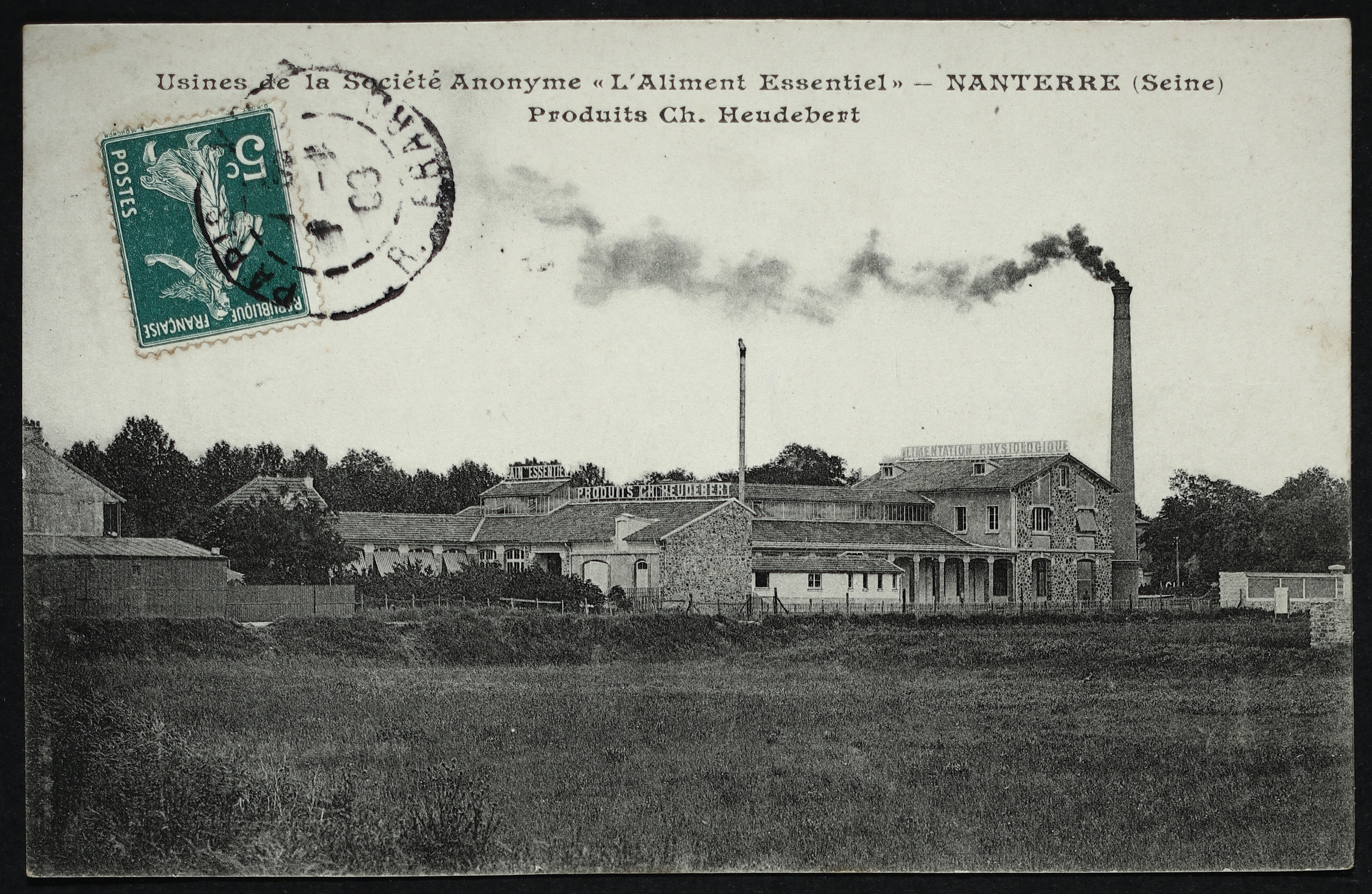
Usine Heudebert.

### XXesiècle, Nanterre, pôle administratif et universitaire

#### Première Guerre mondiale
Le 3 août 1914, date du début du conflit, le maire fait voter par le conseil municipal un crédit de trente mille francs destiné aux dépenses occasionnées par la guerre et sollicite l’aide du département pour faire face aux difficultés. Des secours sont accordés aux familles des mobilisés principalement en bons de nourriture. Nanterre voit affluer les populations évacuées de Belgique et du nord de la France ayant tout perdu. Il fallait les nourrir et les loger dans la mesure du possible. Huit-cent-quatorze Nanterriens trouvent la mort au combat ou des suites de leurs blessures.

#### Entre-deux-guerres, diversification des activités industrielles
Après la guerre Première Guerre mondiale, l’industrialisation se poursuit et toutes les branches de production sont représentées à Nanterre : chimie, parfumerie, laboratoires pharmaceutiques, métallurgie, fonderies, alimentation, industries de construction et d'équipement automobiles : accumulateurs et accessoires. À Nanterre sont présentes les marques, Simca, Willeme, Lanvin, Forvil, Heudebert, Campari etc.
De plus, l’État acquiert des terrains sur lesquels s'installe un camp de matériel aéronautique et un dépôt de la régie des tabacs.
En 1935, les électeurs élisent une majorité de conseillers municipaux de la liste « Unité d’action antifasciste »  menée par le cheminot communiste âgé de 33 ans, Raymond Barbet, qui devient maire. Nanterre fait désormais partie de la ceinture rouge de la banlieue parisienne.

#### Seconde Guerre mondiale
Au début de la Seconde Guerre mondiale, en octobre 1939, le conseil municipal de Nanterre est suspendu par décret du président de la République, après la signature du pacte germano-soviétique soutenu par le PCF. Raymond Barbet, déchu de ses mandats, est arrêté le 19 décembre 1939 et interné à Fort Barraux (Isère) d’où il s’évade en septembre 1940. Il devient l'un des dirigeants de la Résistance des cheminots à Paris.
Cent cinquante-trois Nanterriens sont tués pendant la guerre. Quatorze Nanterriens sont fusillés par les Allemands.

#### Les bidonvilles

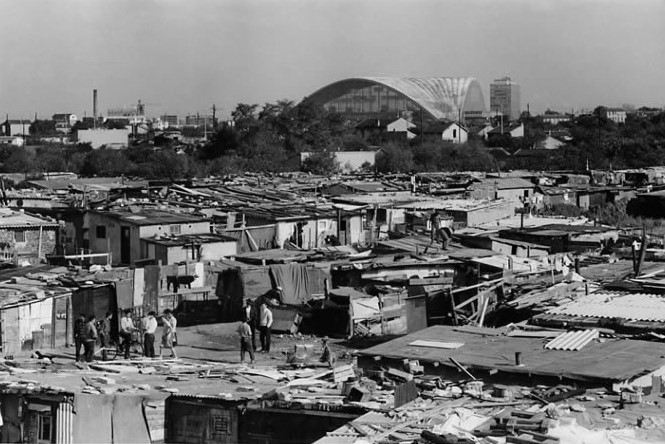
Bidonville de Nanterre, vers 1965.

Raymond Barbet reprend ses fonctions de maire à la Libération de Nanterre le 22 août 1944 mais le 25 octobre 1948, il est une nouvelle fois révoqué par le ministre de l'Intérieur, Jules Moch, pour avoir soutenu la grève des mineurs. Cependant, il redevient maire le 28 mai 1950.
En 1968, Nanterre comptait neuf bidonvilles, dont les deux plus importants[De quoi ?].
En 1951, à l’initiative de Raymond Barbet est créé l’Office public municipal d’habitations à loyer modéré (HLM). La création de cet organisme répond au besoin urgent de logements sociaux, consécutif aux destructions de la guerre, à l’apport massif d’une population nouvelle de travailleurs et au « baby-boom ». De 1951 à 1971, plus de six-mille logements sont bâtis sur les terrains disponibles. Du fait de ses constructions, la ville passe de 53 000 habitants en 1954 à 70 457 en 1959. La taille du bidonville situé à l'emplacement de l'actuelle préfecture est réduite de 14 000 à 4 000 habitants en 1971. Voient le jour les lotissements de logements sociaux, immeubles en formes de barres comme la cité des Paquerettes ou la cité des Provinces françaises.

#### Création de l'université de Nanterre
Le site de l'université était, à l'origine, un terrain militaire abandonné par l'État. Le général de Gaulle, passant au-dessus de ce terrain en hélicoptère, décide que le site serait idéal pour accueillir une grande et nouvelle université parisienne, annexe de la Sorbonne. L'université Paris-X y est donc construite. Le quartier de la nouvelle université qui se crée ensuite est desservi par la gare de Nanterre-Université     qui a remplacé l'ancienne halte de La Folie.

#### Nouvelle donne administrative
Le redécoupage des départements de l'Île-de-France, dans les années 1960, renforce le rôle administratif et judiciaire de Nanterre :
- Nanterre devient le chef-lieu du nouveau département des Hauts-de-Seine créé en 1964.
- De ce fait, Nanterre devient le siège de la cour d'Assises des Hauts-de-Seine et d'un tribunal de grande instance.
- sur le plan religieux, Nanterre devient le siège épiscopal du diocèse de Nanterre créé le 9 octobre 1966. L'église Sainte-Geneviève-et-Saint-Maurice de Nanterre devient cathédrale à la création du diocèse en 1966. Sainte Geneviève, originaire de Nanterre, devient la sainte patronne du diocèse de Nanterre. Elle est aussi sainte patronne du diocèse de Paris.

En 1971, est fondée la Société d'histoire de Nanterre (SHN). Cette société savante s'est donnée pour buts d'effectuer des recherches historiques sur Nanterre et ses environs, de constituer un fonds documentaire, des enregistrements audio et vidéo etc. Son dynamisme et la compétence de ses membres lui permettent de mettre le fruit de leur travail à la disposition de tous, spécialistes comme grand public. La SHN publie régulièrement des bulletins pour certains mis en ligne.

#### Rénovation urbaine
Érigée depuis les années 1960, La Défense est un quartier d'affaires de la Métropole du Grand Paris. Ses 160 ha sont situés sur le territoire des communes de Puteaux, Courbevoie, Nanterre et La Garenne-Colombes. Le quartier est majoritairement constitué d'immeubles de grande hauteur, regroupant principalement des bureaux (environ trois millions de mètres carrés), il accueille cependant 600 000 m2 de logements et l'ouverture du centre commercial Les Quatre Temps en 1981 en a fait un pôle commercial majeur en Île-de-France. En 2009, le quartier comptait 2 500 entreprises, environ 180 000 salariés et 20 000 habitants répartis dans 71 tours. Il abrite notamment les sièges de grandes multinationales françaises et étrangères.
En 2011 il a été divisé en quatre grands secteurs : Arche Nord, Arche Sud, Esplanade Nord et Esplanade Sud. Une vaste dalle piétonne de 31 ha, surélevée par rapport au sol, permet la circulation du public. Sur cette dalle, une soixantaine d'œuvres d'art dont le groupe sculpté La Défense de Paris qui fut déplacée en 1964 et remis en place sur un piédestal en 1983 devant l'œuvre d'art de Yaacov Agam intitulée Fontaine, à une cinquantaine de mètres de son emplacement initial. En 2017, elle est de nouveau déplacée pour être installée sur le parvis.
Le grand parc André-Malraux est aménagé dans les années 1970 à l'emplacement d'anciens bidonvilles, de terrains vagues ainsi que d'anciennes carrières de gypse. Conçu par le paysagiste Jacques Sgard, il présente de légers reliefs constitués avec des déblais en provenance du quartier de la Défense, situé à proximité. À côté de ce parc, est créé un grand quartier de logements sociaux avec la cité Pablo-Picasso dessiné par Émile Aillaud et un quartier, à l'opposé du parc, de bureaux et de logements privés avec les bâtiments MH et les MB. Le parc porte le nom d'André Malraux, ministre des Affaires culturelles qui fut, en 1964, initiateur de la création de ce parc. Ouvert au public le 16 avril 1977, les travaux d'aménagement se poursuivent jusqu'en 1981.
Le quartier du Parc est desservi par la gare de Nanterre-Préfecture  .
Plusieurs quartiers changent énormément avec le départ des usines de la ville comme Simca, Forvil (Docteur Pierre), etc. Le quartier du Champs-Pierreux est entièrement aménagé après le départ de l'usine Simca à la fin du siècle.

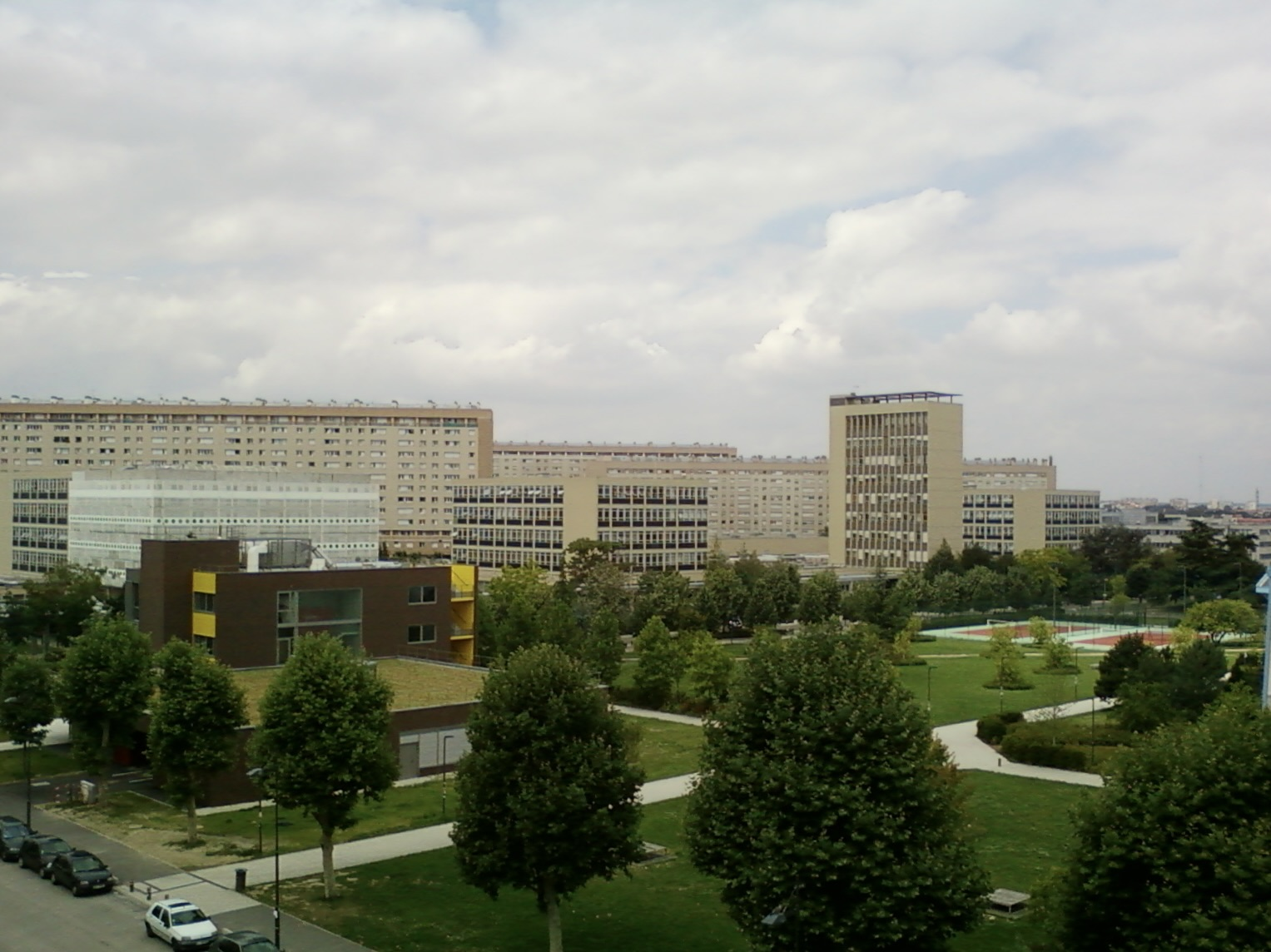
Université Paris Nanterre.
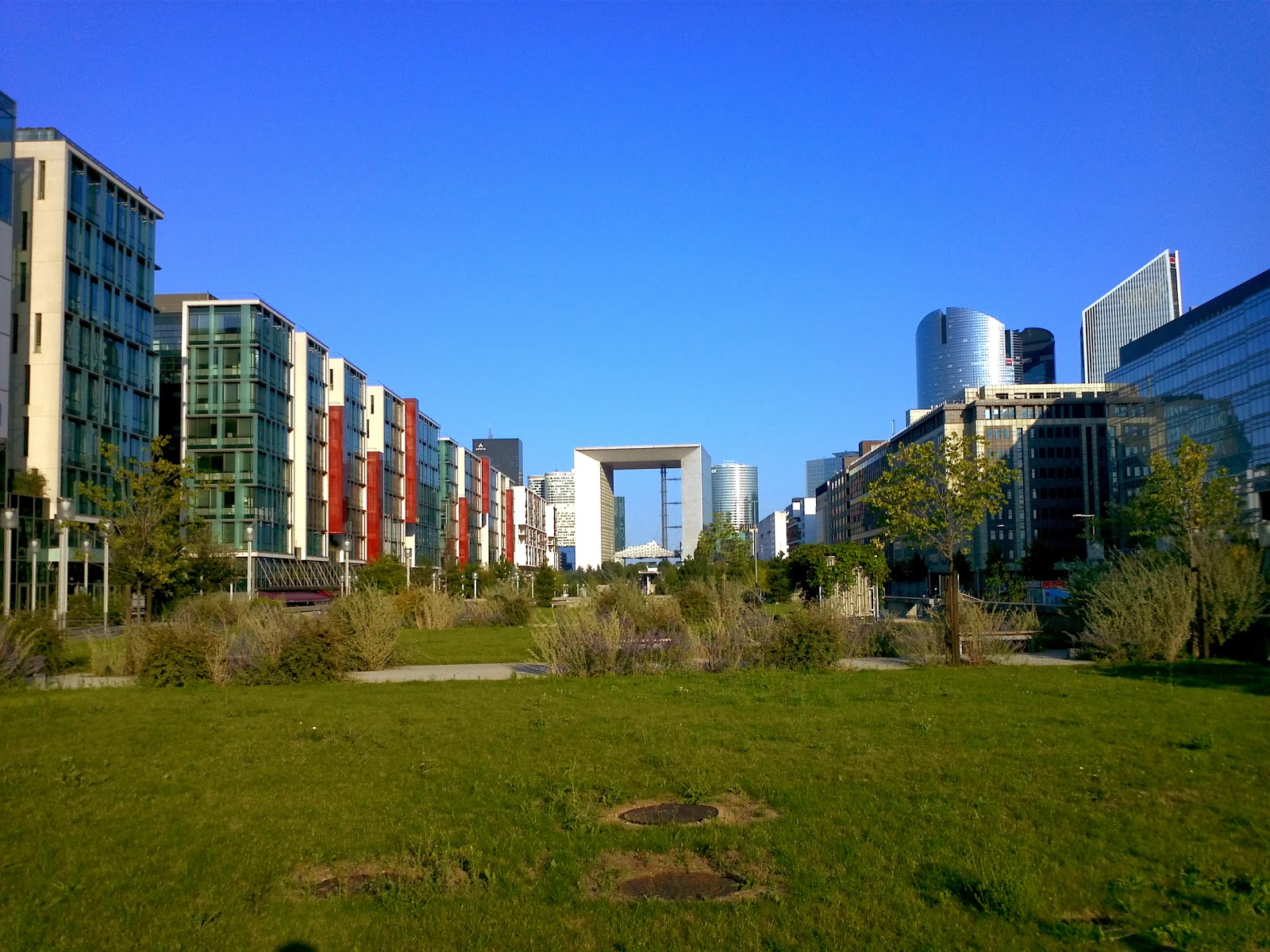
Les Terrasses de Nanterre.

### XXIesiècle

#### Tuerie à l'hôtel de ville
Le 26 mars 2002, un individu du nom de Richard Durn, s'introduisit avec des armes dans l’hôtel de ville de Nanterre. Il tua huit conseillers municipaux et en blessa grièvement quatorze autres. Le 28 mars 2002, il se suicida en se défenestrant du 4e étage du quai des Orfèvres, à Paris, alors qu'il était interrogé par deux policiers. Dans une lettre-testament envoyée à une amie il décrit ainsi son projet : « ... puisque j’étais devenu un mort-vivant par ma seule volonté, je décidais d’en finir en tuant une mini élite locale qui était le symbole et qui étaient les leaders et décideurs dans une ville que j’ai toujours exécrée... ».

#### Désindustrialisation et rénovation urbaine
Les Terrasses, immeubles et espaces verts construits sur la nouvelle autoroute A 14 prennent vie avec l'arrivée d'Axa et du stade de l'Arena 92.
Ouverte en 1904, la Société des papeteries de la Seine, dite aussi Papeterie du Petit Parisien, devenue propriété du groupe multinational papetier Smurfit Kappa, ferme ses portes, en 2011,.
La nouvelle gare de Nanterre - Université est inaugurée le 17 décembre 2015, en présence de Patrick Jarry, maire, Patrick Devedjian, président du conseil départemental des Hauts-de-Seine, Valérie Pécresse, présidente du conseil régional d'Île-de-France, d'Élisabeth Borne, présidente de la RATP et de plusieurs élus municipaux.

#### Violences urbaines
Le 27 juin 2023, Nahel Merzouk, jeune homme de 17 ans, habitant de Nanterre, est interpellé par la police alors qu'il conduisait une voiture avec à bord deux passagers mineurs. Au cours de l'interpellation, Nahel Merzouk meurt d'un coup de feu tiré par un policier. Une marche blanche a lieu deux jours plus tard. Des émeutes ont lieu dans la ville ainsi que dans d'autres en France et à l'étranger.